# Königsindischer Angriff
|   | a | b | c | d | e | f | g | h |   |
| 8 |   |   |   |   |   |   |   |   | 8 |
| 7 |   |   |   |   |   |   |   |   | 7 |
| 6 |   |   |   |   |   |   |   |   | 6 |
| 5 |   |   |   |   |   |   |   |   | 5 |
| 4 |   |   |   |   |   |   |   |   | 4 |
| 3 |   |   |   |   |   |   |   |   | 3 |
| 2 |   |   |   |   |   |   |   |   | 2 |
| 1 |   |   |   |   |   |   |   |   | 1 |
|   | a | b | c | d | e | f | g | h |   |

Weißer Aufbau im Standard-KIA
Der Königsindischen Angriff (engl. King’s Indian Attack, kurz „KIA“) ist eine Eröffnung im Schachspiel. Sie wird auch Königsindisch im Anzuge oder (mit den Anfangszügen Sf3/g3/Lg2) Barcza-System genannt, nach dem ungarischen Schachmeister Gedeon Barcza. 
Der Königsindischen Angriff ist nicht durch eine bestimmte Zugfolge, sondern durch einen charakteristischen weißen Aufbau definiert ist. Oft spielt Weiß Sf3/g3/Lg2/0–0/d3/Sbd2/e4 (siehe Diagramm), wobei Sbd2 nicht wesentlich für einen Königsindischen Angriff ist.

## Ideen und Motive
Die Grundideen des königsindischen Angriffs basieren auf der Königsindischen Verteidigung (schnelle Entwicklung des Königsflügels, mögliche Angriffe am Königsflügel, Inkaufnahme von Raumnachteil und gegnerischer Bauernmehrheit im Zentrum, Ausübung von Figurendruck auf das gegnerische Bauernzentrum). Das Ziel des Königsindischen Angriffs ist es, die mit Schwarz in der Königsindischen Verteidigung (engl. „Kings Indian Defense“, KID) erprobte Strategie des Bauernvorstoßes e7–e5 mit dem Vorteil des ersten Zuges in eine Angriffsstrategie für Weiß umzumünzen.

## Mögliche Zugfolgen
Grundsätzlich sind zwei Hauptmöglichkeiten zu unterscheiden:
- 1. Über 1. e4 – Weiß eröffnet zunächst mit 1. e4 und wählt den KIA-typischen Aufbau nur gegen bestimmte schwarze Antworten, v. a. gegen die Französische Verteidigung und Sizilianisch mit 2. … e6, eher nicht gegen 1. … e5, Caro-Kann oder Sizilianisch mit 2. … d6. Dies liegt daran, dass Schwarz in den erstgenannten Eröffnungen nur auf Kosten eines weiteren Tempos e6–e5 spielen kann und Weiß ansonsten die Möglichkeit erhält selber e4–e5 zu spielen (siehe Partiebeispiel). Mögliche Zugfolgen sind z. B.:
  - 1. e4 e6 2. d3 d5 3. Sd2 (gefolgt von Sf3, g3, Lg2 0–0, siehe Beispielpartie)
  - 1. e4 c5 2. Sf3 e6 3. d3 (wiederum gefolgt von g3, Lg2, 0–0)
- 2. Über 1. Sf3 (seltener auch über 1. g3) – Weiß macht sofort die charakteristischen Züge Sf3/g3/Lg2 gefolgt von 0–0 und oft, aber nicht immer d3 und Sbd2. Bei dieser Spielweise hat Schwarz mehr Freiheit in der Figurenentwicklung, entsprechend kommt es zu sehr unterschiedlichen Stellungsbildern.

Die weitere Vorgehensweise hängt vom schwarzen Aufbau ab. Hat Schwarz d7–d5 gezogen, unterstützt der Springer auf d2 den geplanten Vormarsch e2–e4.

## Beispielpartien
|   | a | b | c | d | e | f | g | h |   |
| 8 |   |   |   |   |   |   |   |   | 8 |
| 7 |   |   |   |   |   |   |   |   | 7 |
| 6 |   |   |   |   |   |   |   |   | 6 |
| 5 |   |   |   |   |   |   |   |   | 5 |
| 4 |   |   |   |   |   |   |   |   | 4 |
| 3 |   |   |   |   |   |   |   |   | 3 |
| 2 |   |   |   |   |   |   |   |   | 2 |
| 1 |   |   |   |   |   |   |   |   | 1 |
|   | a | b | c | d | e | f | g | h |   |

Endstellung Fischer-Mjagmarsüren
Eine der bekanntesten Partien mit dem Königsindischen Angriff gewann der spätere Weltmeister Bobby Fischer beim Interzonenturnier in Sousse 1967 gegen den mongolischen Internationalen Meister Lchamsürengiin Mjagmarsüren:
1. e4 e6 2. d3 d5 3. Sd2 Sf6 4. g3 c5 5. Lg2 Sc6 6. Sgf3 Le7 7. 0–0 0–0 (Zur Vermeidung der nachfolgenden weißen Orientierung auf den Königsflügel verzögern einige Spieler mit Schwarz ihre Rochade und entwickeln stattdessen erst ihren Damenflügel mit 7. … b6 oder 7. … b5. Auf 8. Te1 Lb7 9. e5 Sd7 bereitet Schwarz dann mittels Dc7 und h6 einen eigenen Bauernaufmarsch am Königsflügel vor. Darauf h4 zur Verhinderung von g5 wird mit 0–0–0 und Tdg8 beantwortet.) 8. e5 (Dieser Bauer e5 verwehrt den schwarzen Figuren das Feld f6. Er schirmt dadurch die schwarzen Figuren ab, die deshalb am Damenflügel operieren.) Sd7 9. Te1 b5 10. Sf1 b4 11. h4 a5 12. Lf4 a4 13. a3 bxa3 14. bxa3 Sa5 15. Se3 (Die weißen Angriffswege sind Sf1–h2–g4 oder Sf3–g5 nebst Dh5 oder h4–h5–h6) La6 16. Lh3 d4 17. Sf1 Sb6 18. Sg5 Sd5 19. Ld2 Lxg5 20. Lxg5 Dd7 21. Dh5 Tfc8 22. Sd2 Sc3 23. Lf6 De8 24. Se4 g6 25. Dg5 Sxe4 26. Txe4 c4 27. h5 cxd3 28. Th4 Ta7 29. Lg2 dxc2 30. Dh6 Df8 31. Dxh7+ und Schwarz gab auf, da er in zwei Zügen mattgesetzt wird.
Tigran Petrosjan – Luděk Pachman, Bled 1961
1. Sf3 c5 2. g3 Sc6 3. Lg2 g6 4. 0–0 Lg7 5. d3 e6 6. e4 (Der Königsindische Angriff ist erreicht) Sge7 7. Te1 0–0 8. e5 d6 9. exd6 Dxd6 10. Sbd2 Dc7 11. Sb3 Sd4 12. Lf4 Db6 13. Se5 Sxb3 14. Sc4 Db5 15. axb3 a5 16. Ld6 Lf6 17. Df3 Kg7 18. Te4 Td8 19. Dxf6+ Kxf6 20. Le5+ Kg5 21. Lg7 1:0